# 聖赫羅尼莫區 (盧亞省)
5°58′01″S 78°01′01″W / 5.96694°S 78.01694°W
聖赫羅尼莫區（西班牙語：Distrito de San Jerónimo），是秘魯的一個區，位於該國北部亞馬遜大區的盧亞省，始建於1861年2月5日，面積214.7平方公里，海拔高度2,500米，2005年人口951，人口密度每平方公里4.4人。